# Глущак, Анатолий Степанович
Анатолий Степанович Глущак (укр. Анато́лій Степа́нович Глуща́к; род. 8 января 1940, Писаревка, Каменец-Подольская область) — украинский поэт, журналист и переводчик. Шахматный композитор.

## Биография
Выпускник филологического факультета Одесского государственного университета, окончил также курсы иностранных языков.
В качестве журналиста, работал в газетах «Аргументы и факты в Украине», «Вечерняя Одесса», «Чорноморські новини», руководил одесским издательством «Маяк».

## Творчество
Известный одесский поэт и переводчик стихов с польского и других языков.
Автор сборников «Мотивы», «Взлётное поле», «Солнечный ветер», «Простор», «Неделя» «Озимые», «Бродячий сюжет: АУЕ ЕУА», книги переводов «Автограф».
Составитель первой «Антологии украинской морской поэзии» и маринистического сборника «Вечный зов моря».
Переводит с польского и других славянских языков. В издательстве «Маяк» издал авторскую антологию перевода польских поэтов «Польский литературный витраж» (2007).

## Награды
- Лауреат муниципальной премии имени Константина Паустовского;
- Награждён медалями и Почётным знаком Одесского городского головы «Благодарность».